# CSKA Sofia
Pour les articles homonymes, voir CSKA.
Le CSKA Sofia ((bg) ЦСКА София abréviation de Централен Спортен Клуб на Армията, Club sportif central de l'Armée) est un club omnisports bulgare qui fut longtemps celui de l'Armée bulgare. Créé en 1948 après l'unification de plusieurs équipes dont notamment le club des officiers du tsar bulgare AS-23, c'est le club de football le plus populaire et le plus titré en Bulgarie. CSKA Sofia a gagné 31 fois le championnat bulgare et 19 fois la coupe nationale. C'est l'équipe qui a lancé des joueurs comme Hristo Stoitchkov, Luboslav Penev, Trifon Ivanov, Yordan Letchkov, Dimitar Berbatov, Stilian Petrov, Martin Petrov et beaucoup d'autres. 
Au niveau International, CSKA a atteint deux fois la demi-finale et quatre fois les quarts de finale de la Coupe d'Europe des champions, une fois la demi-finale de la Coupe d'Europe des vainqueurs de coupe de football, ceci faisant d'elle l'équipe bulgare la plus reconnue au niveau international.
Les couleurs de CSKA Sofia sont le rouge et le blanc d'où leur surnom "les rouges". Le club joue au Stade de L'Armée Bulgare au centre de Sofia avec une capacité de 22,015 place. Le plus grand rival de l'équipe de CSKA, c'est le Levski Sofia et le match entre les deux clubs est qualifié comme étant le "Derby Eternel de la Bulgarie".

## Sections
- basket-ball : voir articles : BK CSKA Sofia et CSKA-AD Sofia
- football : voir article : PFK CSKA Sofia
- hockey sur glace : voir article : HK CSKA Sofia
- volley-ball : voir article : VK CSKA Sofia
- handball : voir article : CSKA Sofia (handball)